# Sant Salvador de Cirà
Sant Salvador de Cirà fou una església romànica del terme de Trullars, a la comarca del Rosselló, de la Catalunya Nord.
Actualment és del tot desapareguda, però es conserva el topònim de Sant Salvador, a llevant del poble de Trullars, a prop de la Comanda del Mas Déu i del traçat de la via del Tren d'Alta Velocitat.

## Història
Sant Salvador era l'església d'un monestir benedictí fundat en el vilar Ceceranum, pertanyent a Trullars. El 1144 és esmentat com a monasterium Cirsanum); el 1238 fou unit a Sant Salvador de Breda, des d'on fou venut el 1273 a la Comanda del Mas Déu per l'abat de Breda, Bernat. Arruïnada ja el segle xviii, en l'actualitat només es conserva el topònim, en el lloc on era emplaçat el monestir i la seva església.

## Arquitectura
En l'actualitat no queda res d'aquesta església ni del monestir on es trobava.